# Telmatobius jelskii
Telmatobius jelskii es una especie  de anfibios de la familia Leptodactylidae.

## Distribución geográfica
Se encuentra en Perú.